# ۲٬۳٬۷٬۸-تتراکلرودی‌بنزودی‌اکسین
۲،۳،۷،۸-تتراکلرودی‌بنزودی‌اکسین (به انگلیسی: 2,3,7,8-Tetrachlorodibenzodioxin) با فرمول شیمیایی C۱۲H۴Cl۴O۲ یک ترکیب شیمیایی با شناسه پاب‌کم ۱۵۶۲۵ است. که جرم مولی آن ۳۲۱٫۹۷ g/mol می‌باشد.